# Hildegardo Nunes
Hildegardo de Figueiredo Nunes (Rio de Janeiro, 5 de abril de 1961) é um político brasileiro, ex-vice-governador do estado do Pará, ao lado de Almir Gabriel, além de filho do ex-governador Alacid Nunes.

## Biografia
Teve problemas graves de saúde durante a infância. Com oito anos terminou o primário no colégio "Suíço Brasileiro" e cursou o secundário no Colégio Marista N. S. de Nazaré. Formou-se engenheiro agrônomo pela Faculdade de Ciências Agrárias do Pará (atual Universidade Federal Rural da Amazônia) e venceu uma seleção no Pará para integrar um grupo de agrônomos brasileiros a serem treinados em São Paulo por 12 meses, no "Chase Manhattan Bank". Retornou para exercer o cargo de gerente-adjunto do Banco Lar Brasileiro, em Belém, ligado ao Chase Manhattan.[carece de fontes?]
Residiu e administrou uma fazenda de nome "Camburupy", onde consolidou a atividade como pecuarista. No Marajó, foi presidente da Associação Brasileira dos Criadores de Cavalos da Raça Marajoara e também presidente da Associação Rural da Pecuária do Pará.[carece de fontes?]
No ano de 1986, presidiu a exposição "Feira Agropecuária do Arquipélago do Marajó. Participou, também no Marajó, da grande corrida rústica - Prova "Bertino Lobato Miranda", classificando-se em quarto lugar e chegando em primeiro na corrida Retiro Grande Cachoira - Prova "Raul Boulhosa".[carece de fontes?]
Em 1995 a 1998 exerceu o cargo de Secretário de Estado de Agricultura do Pará e, nessa condição, modernizou a agricultura paraense, viabilizou a pecuária e incentivou a produção de frutas, flores e soja. Durante parte deste período, ocupou também a presidência do conselho deliberativo do Sebrae naquele estado.
De 1999 a 2002, filiado ao Partido Trabalhista Brasileiro (PTB), foi Vice-governador do Estado do Pará, na gestão de Almir Gabriel. Nas eleições de 2002, foi candidato a governador do estado, conquistando 9,72% dos votos e terminando na quarta colocação, Participou de mais duas eleições majoritárias, ambas compondo a chapa como candidato a Vice-governador.
Escolhido diretor superintendente do Sebrae no Pará em dezembro de 2006, tomou posse em 4 de janeiro de 2007. No ano de 2009, foi Secretário de Saúde no município de Ananindeua. Assumiu novamente a Secretaria de Estado de Agricultura no período de 2011-2013. Nas eleições de 2014, candidatou-se a Deputado Estadual, mas não obteve êxito e ficou na suplência, retornando à Secretaria da Agricultura, agora denominada Secretaria do Desenvolvimento Agropecuário e da Pesca, no ano seguinte. Em 2017, assume o mandato na Assembleia Legislativa até 2018.[carece de fontes?]
É autor do livro "O Estado do Pará e a democratização do subsolo paraense", que discute o papel dos projetos de exploração mineral, além de coautor do livro Fundamentos do Desenvolvimento da Amazônia.[carece de fontes?]